# David Fabricius
David Fabricius (llatinització del seu propi nom David Faber o David Goldschmidt) (Esens, 9 de març de 1564 - Brookmerland, 7 de maig de 1617), va ser un teòleg luterà i astrònom alemany que va tenir el mèrit de ser un dels primers a utilitzar un telescopi per observar el cel. L'estudi de les taques solars i també de la primera estrella variable de la que el món occidental modern va prendre registre són els seus dos principals fets destacables en el camp de l'astronomia.

## Biografia
Fabriciius va ser amic de Tycho Brahe i Johannes Kepler, i va ser mestre de Bartholomaeus Keckermann.
Es va fer famós per localitzar el 1596 un estel a la constel·lació de la Balena que no havia estat abans allà. Per la seva brillantor aparent mitjà era de tercera magnitud. L'estrella va resultar ser així la primera de brillantor variable de la qual es tingui registre a Europa, i es va constituir en una prova a favor de la imperfecció del cel i en contra de la teoria aristotèlica que imperava en aquell moment. Amb el temps a aquest estel, Òmicron Ceti, se la va anomenar Mira (en llatí "meravellosa").
De manera independent a Galileo Galilei i al costat del seu fill gran Johannes Fabricius va observar les taques solars a partir de 1611 i les va estudiar.
Pocs dades més hi ha sobre la seva vida, excepte que va morir assassinat després de denunciar des del púlpit a un lladre d'oques: l'acusat el va matar amb un cop de pala al cap.